# Starchaser Industries
Starchaser Industries ist ein britisches Unternehmen, das von Steve Bennett (CEO) geführt wird. Es arbeitet an der Entwicklung einer Rakete für den Transport kommerzieller Nutzlasten in den Weltraum. Starchaser wurden im Jahr 1992 von Bennett gegründet und hat seinen Hauptsitz zurzeit in Manchester, Großbritannien.
Das Team Starchaser war auch Teilnehmer des Ansari X-Prize. Es nahm mit der Rakete Starchaser am Wettbewerb teil.
Die größte Rakete, die bisher von dem Unternehmen gestartet wurde, war die 11 Meter hohe „Nova“, die im November 2001 eine Höhe von 1.600 Metern erreichte. Nova wurde von Morecambe Bay gestartet. Es war die größte von einer privaten Firma gebaute Rakete, die je in Europa geflogen ist. Die anderen Raketen des Unternehmens hießen „Discovery“, „Tempest“ und „SHARP“ (kurz für Supersonic High Altitude Research Project).
Am 28. September 2006 hat das Unternehmen an der University of Salford von Manchester seine Rakete „Skybolt“ vorgestellt, welche vom neu entstehenden Raumflughafen Spaceport America starten sollte. Als Termin wurde Ende des Jahres 2007 genannt. Ein erster bemannter Flug soll im Jahr 2009 erfolgen, dann würde an der Spitze der Rakete eine Kapsel installiert werden, die drei Passagiere mitnehmen kann. Zuerst einmal sollen wissenschaftliche Nutzlasten in den Weltraum transportiert werden. Das Projekt ist auf zehn Jahre angelegt, außerdem sollen 100 Millionen US-Dollar investiert werden. Die wiederverwendbare Rakete – für eine mit flüssigem Treibstoff betriebenes Gefährt eine Besonderheit – kann eine Höhe von 130 Kilometern erreichen.